# Larreineta
Larreineta es un barrio del municipio de Valle de Trápaga, en la zona minera de la provincia de Vizcaya.

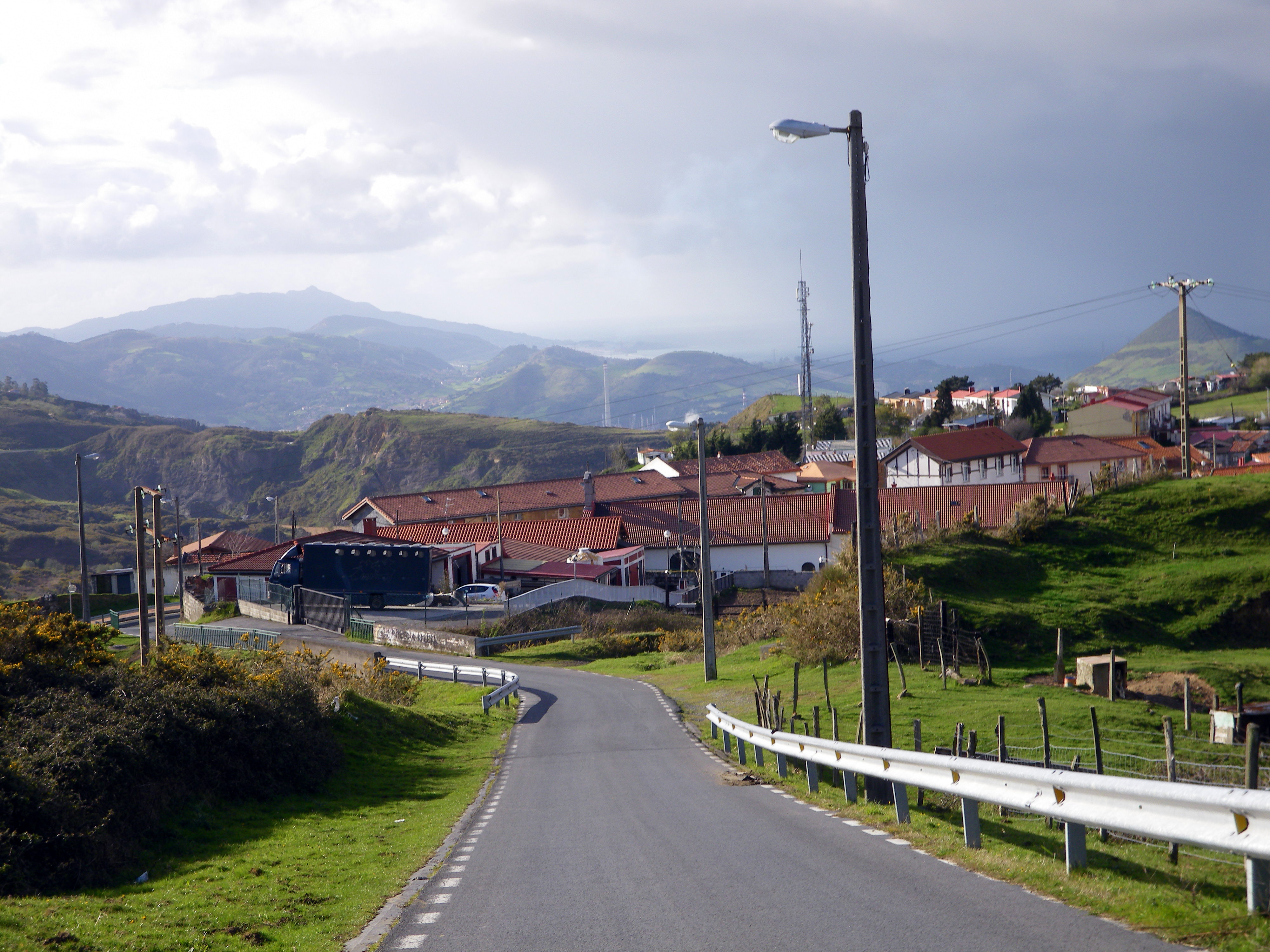
Vista del barrio de Larraineta desde la carretera de ascenso a Barrionuevo (subida al monte Argalario).

 Tiene una población de 248 habitantes.
En este núcleo poblacional se encuentra la estación del Funicular de Larreineta, este medio de transporte acerca a los vecinos de la zona alta del municipio minero con el barrio de La Escontrilla, sito cerca del centro urbano. 